# Parathesis rothschuhiana
Parathesis rothschuhiana Mez – gatunek roślin z rodziny pierwiosnkowatych (Primulaceae). Występuje naturalnie w Hondurasie oraz Nikaragui. 

## Morfologia
PokrójZimozielony krzew dorastający do 1–5 m wysokości.
LiścieBlaszka liściowa ma eliptyczny kształt. Mierzy 7–15 cm długości oraz 3–6 cm szerokości, jest karbowana na brzegu, ma zbiegającą po ogonku lub klinową nasadę i spiczasty wierzchołek. Ogonek liściowy jest nagi i ma 3–15 mm długości.
KwiatyZebrane w wiechach o długości 5–15 cm, wyrastają na szczytach pędów. Mają działki kielicha o trójkątnym kształcie i dorastające do 1 mm długości. Płatki są lancetowate i mają 3–4 mm długości.
OwocPestkowce mierzące 6-7 mm średnicy, o niemal kulistym kształcie.

## Biologia i ekologia
Rośnie w lasach, na wysokości do 1500 m n.p.m.